# پرچم صربستان
پرچم صربستان برای اولین بار در ژانویه ۲۰۰۴ به رسمیت شناخته شد. به‌عنوان پرچم استان و نشان جنگ شناخته می‌شود و همچنین دارای تناسب ۲:۳ می‌باشد.

## نگارخانه